# Leninogorszk
Leninogorszk (oroszul: Лениногорск) város Oroszországban, Tatárföldön, a Leninogorszki járás székhelye. 
Népessége: 64 127 fő (a 2010. évi népszámláláskor).

## Elhelyezkedése
Tatárföld délkeleti részén, Kazanytól 322 km-re, a Sztyepnoj Zaj folyó felső folyása mentén helyezkedik el, a Bugulma-belebeji-hátságon. Vasútállomás az Agriz–Naberezsnije Cselni–Akbas vasútvonalon. 

## Története
A település elődje, Novaja Piszmjanka falu 1795-ben keletkezett. 1935-ben lett az akkor létrehozott Novaja Piszmjanka-i járás székhelye. További fejlődését meghatározta a rendkívül gazdag romaskinói olajlelőhely felfedezése 1948-ban, attól kezdve a lakosság száma rohamosan növekedett. A település 1955-ben Leninogorszk néven város és a körzet olajbányászatának egyik központja lett. 

## Népessége
| Év   | Népesség |
| ---- | -------- |
| 1939 | 2.300    |
| 1959 | 38.600   |
| 1970 | 46.600   |
| 1979 | 53.600   |
| 1989 | 62.100   |
| 2002 | 65.600   |
| 2010 | 64.127   |

## Oktatás és kultúra
A Kazanyi Nemzeti Műszaki Kutatóegyetemnek kirendeltsége működik a városban. 